# Маріано Осоріо
Маріано Осоріо Пардо (ісп. Mariano Osorio Pardo; 1777, Севілья, Іспанія — 1819, Гавана, генерал-капітанство Куба) — іспанський військовик, поет. Брав участь у війнах за незалежність іспанських колоній в Америці на боці роялістів, зокрема, очолював їхні походи до Чилі. У 1814—1815 роках був губернатором Чилі.

## Життєпис
Маріано Осоріо народився в місті Севілья на півдні Іспанії 1777 року.
До Іспанської армії приєднався 1808 року під час Піренейської війни проти військ наполеонівської Франції.
1812 року був відправлений до Ліми, столиці віцекоролівства Перу, де був призначений генералом від артилерії та професором математики у військовій школі. Там одружився із Хоакіною де ла Песуела, дочкою перуанського чиновника та майбутнього віцекороля Перу Хоакіна де ла Песуела.
1814 року був відправлений віцекоролем Хосе Фернандо де Абаскалем до Чилі на чолі військової експедиції. У липні флот відпив із порту Кальяо і за 14 днів висадився в Талькауано. Звідти роялістські війська на чолі з Осоріо просувалися на північ. Вирішальна битва кампанії відбулася 1-2 жовтня при Ранкагуа. Війська Осоріо здобули перемогу, розгромивши війська чилійських патріотів на чолі з Бернардо О'Гіґґінсом. Згодом Сантьяго, столиця Чилі, був зайнятий роялістами.
3 жовтня 1814 року був призначений губернатором Чилі. Його правління започаткувало період Реконкісти в історії війни за незалежність Чилі. Як іспанський губернатор відновив усі колоніальні органи влади та установи і водночас закрив створені під час правління патріотів на чолі з Хосе Мігелем Каррерою (Національна бібліотека, Національний інститут тощо). При цьому Осоріо намагався досягти примирення із патріотами, які залишилися в Чилі. Найбільш радикальних було відправлено на архіпелаг Хуан-Фернандес, а поміркованих губернатор намагався схилити на свій бік. Проте в цій частині Осоріо не контролював ситуацію повністю: радикальний роялістський полк Талавера проводив жорсткі репресії проти всіх патріотів.
26 грудня 1815 року Осоріо звільнили з посади губернатора Чилі. Імовірно, цьому сприяв його конфлікт із віцекоролем Абаскалем, який в одній з газет Ліми оголосив себе головною особою, завдяки якій було відвойовано Чилі. Замість Осоріо губернатором став Франсіско Марко дель Понт. Вже 1816 року віцекоролем став Хоакін де ла Песуела — тесть Осоріо.
1817 року чилійські патріоти разом з Андською армією на чолі з аргентинцем Хосе де Сан-Мартіном перемогли роялістів при Чакабуко та змогли повернути Сантьяго під свою владу. Наступного року Осоріо очолив нову іспанську військову експедицію. 19 березня 1818 року він здобув перемогу над чилійцями при Канча-Раяді, проте вже 5 квітня зазнав поразки від них під Майпу.
Після поразки експедиції йому вдалося втекти до Ліми. Через поразку його судили, проте виправдали. Далі він вирушив до Севільї, своєї батьківщини, проте дорогою, перебуваючи на Кубі, заразився малярією та помер у Гавані 1819 року.